# Sfärisk varietet
Inom matematiken, givet en reduktiv algebraisk grupp G och en Boreldelgrupp B, är en sfärisk varietet en G-varietet med en öppen tät B-bana. Ibland antas en också vara normal. Exempel är flaggvarieteter, symmetriska rum och (affina eller projektiva) toriska varieteter.
Losev (2006) har bevisat att varje "slät" affin sfärisk varietet bestäms unikt av sin viktmonoid (se Brion för definitionen av viktmonoid.)